# Bogdan Lecyk
Bogdan Lecyk (ur. 1949) – polski koszykarz występujący na pozycjach rozgrywającego oraz rzucającego obrońcy, wielokrotny medalista mistrzostw Polski, reprezentant Polski.

## Osiągnięcia
Na podstawie, o ile nie zaznaczono inaczej.
Klubowe
- 3-krotny mistrz Polski (1972, 1973, 1978)
- Wicemistrz Polski (1980)
- Brązowy medalista mistrzostw Polski (1975)
- 3-krotny zdobywca Pucharu Polski (1976, 1978, 1979)

Reprezentacja
- Uczestnik mistrzostw Europy U–18 (1968 – 9. miejsce)[2]
- Mistrzostwo turnieju Alberta Schweitzera U–18 (1967 – Mannheim)
- Reprezentant Polski seniorów w latach 1969–1976[3]